# Bürgermeisterei Wasserliesch
Die Bürgermeisterei Wasserliesch im Landkreis Trier im Regierungsbezirk Trier in der preußischen Rheinprovinz war eine Bürgermeisterei mit 4 Dörfern, welche 168 Feuerstellen (Fst.) und 1330 Einwohner (Einw.) (Stand 1828) hatten.
Darin:
- Wasserliesch, ein Dorf an der Mosel mit 1 Kath. Pfarrkirche, 64 Fst., 526 Einw. und Gipsbrüchen
- Oberbillig, ein Dorf an der Mosel mit 29 Fst., 274 Einw., Gips- und Kalksteinbrüchen und etwas Weinbau
- Könen, ein Dorf an der Saar mit 1 Synagoge, 18 Fst., 334 Einw. und Weinbau
- Reinig, ein Dorf an der Mosel mit 27 Fst. und 196 Einw.